# Sörby distrikt, Skåne
Sörby distrikt är ett distrikt i Hässleholms kommun och Skåne län. 
Distriktet ligger öster om Hässleholm. 

## Tidigare administrativ tillhörighet
Distriktet inrättades 2016 och utgörs av socknen Sörby i Hässleholms kommun.
Området motsvarar den omfattning Sörby församling hade vid årsskiftet 1999/2000.